# Leiostola
Leiostola là một chi bướm đêm thuộc họ Erebidae.